# 野津田岳人
野津田岳人（日语：／ Notsuda Gakuto，1994年6月6日—），日本足球運動員，日本國家足球隊成員，司職中場，現效力日職球隊廣島三箭。

## 俱樂部生涯
野津田生于1994年6月6日，2011年率领广岛三箭青年队夺得首届日本U18超级联赛冠军，因而今年以“二种登录”的身份注册一队参加日职联赛。最终只获得5场联赛和2场杯赛出场机会。 
广岛三箭青年队队长野津田岳人获准明年正式加盟一队。
广岛三箭在日职联赛第12轮比赛中主场5-1大胜甲府风林，赛季前就被期待的选手野津田岳人打进了个人联赛首球。
上赛季租借在甲府风林的野津田岳人重返球队。

## 外部連結
- 野津田岳人 – FIFA國際賽競賽紀錄 (存檔)
- 日本職業足球聯賽中的野津田岳人 （日語）
- Profile at Vegalta Sendai （页面存档备份，存于）
- Profile at Shimizu S-Pulse （页面存档备份，存于）